# Barcelona Challenger
Il Barcelona Challenger è stato un torneo professionistico di tennis giocato su campi in terra rossa. Faceva parte dell'ATP Challenger Series. Si giocava annualmente a Barcellona in Spagna.

## Albo d'oro

### Singolare
| Anno     | Campione        | Finalista         | Punteggio     |
| -------- | --------------- | ----------------- | ------------- |
| 1982     | Diego Pérez (2) | Alberto Tous      | 6–3, 6–0      |
| 1981 (2) | Diego Pérez (1) | Fernando Maynetto | 6–4, 3–6, 6–2 |
| 1981     | Ulrich Pinner   | Miguel Mir        | 6–3, 6–1      |

### Doppio
| Anno     | Campioni                    | Finalisti                         | Punteggio     |
| -------- | --------------------------- | --------------------------------- | ------------- |
| 1982     | Sergio Casal Christoph Zipf | Broderick Dyke Hans-Peter Kandler | 5–7, 6–1, 6–2 |
| 1981 (2) | Tim Garcia Bruce Nichols    | Gianni Marchetti Enzo Vattuone    | 6–4, 6–4      |
| 1981     | Junie Chatman Marko Ostoja  | Francisco González Derek Segal    | 6–4, 7–5      |